# 甲賀町

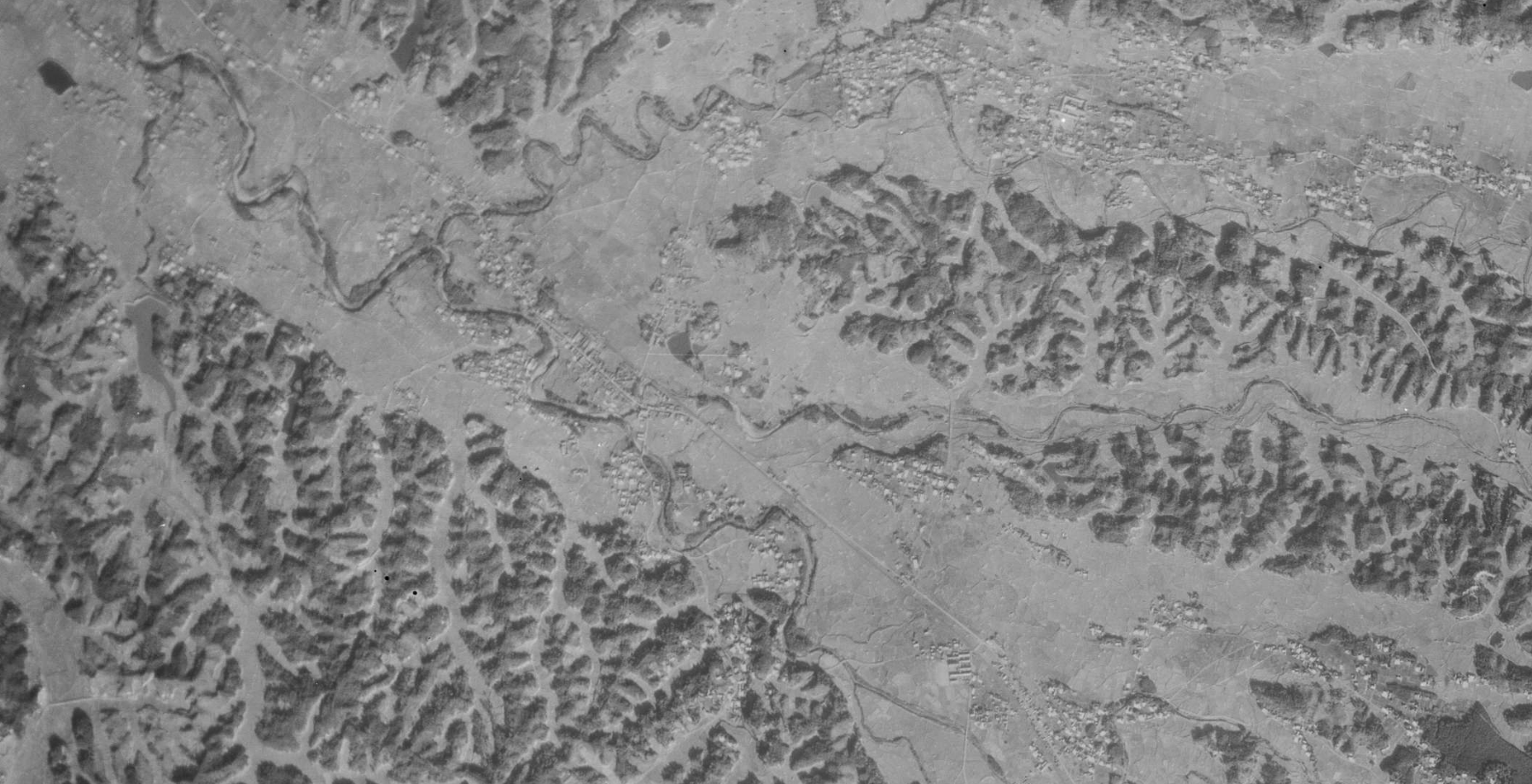
1947年の航空写真

甲賀町（こうかちょう）は、かつて滋賀県甲賀郡に属していた町。滋賀県南東部の甲賀地方にあった。2004年10月1日、水口町、土山町、甲賀町、甲南町、信楽町が合併して甲賀市（こうかし）となったため廃止された。現在は「甲賀市甲賀町」として地名に残る。

## 地理
- 山：油日岳 等
- 河川： 杣川・油日川 等

伝統的な近江売薬の地。また茶園が多い。

## 歴史
- 1955年（昭和30年）4月1日 - 佐山村・大原村・油日村が合併して発足。
- 1956年（昭和31年）10月1日 - 大字嶬峨・和野を水口町に編入。
- 2004年（平成16年）10月1日 - 水口町・土山町・甲南町・信楽町と合併して甲賀市が発足。同日甲賀町廃止。

## 姉妹都市
- マーシャル市（アメリカ合衆国 ミシガン州） - 1984年8月20日に姉妹都市提携。甲賀市となった後、2005年11月19日に再び姉妹都市提携。

## 教育

### 専修学校
- ルネス紅葉スポーツ柔整専門学校（旧：甲賀健康医療専門学校）

### 中学校
- 甲賀町立甲賀中学校

### 小学校
- 甲賀町立佐山小学校
- 甲賀町立油日小学校
- 甲賀町立大原小学校

## 交通

### 鉄道
- 西日本旅客鉄道（JR西日本）草津線 甲賀駅 - 油日駅

## 娯楽
- パール映画劇場 - 映画館

## 名所・旧跡・観光スポット・祭事・催事
- 甲賀の里忍術村
- 油日神社
- 大鳥神社
- 櫟野寺

## 出身有名人
- 佐伯チズ（タレント、エステティシャン、美容アドバイザー、ビューティーディレクター）
- 福永健司（政治家、第63代衆議院議長、内閣官房長官、労働大臣、厚生大臣、運輸大臣、自由民主党国会対策委員長、自由民主党総務会長）

## 甲賀町に関係する有名人
- 建山義紀（元プロ野球選手） - 町内にあるルネス紅葉スポーツ柔整専門学校（旧：甲賀総合科学専門学校、甲賀健康医療専門学校）に在籍していた。
- 藤本敦士（元プロ野球選手） - 同上。
- 宮田和希（元プロ野球選手） - 同上。
- 西口直人（プロ野球選手） - 同上。
- 松田和也（元プロサッカー選手）-同上。
- 藤井健太（元フットサル日本代表選手）-同上。